# Lepiota babruzalka
A Lepiota babruzalka é uma espécie de fungo agárico do gênero Lepiota. Descrita como nova para a ciência em 2009, ela é encontrada no estado de Kerala, na Índia, onde cresce no solo, em meio a uma camada de serrapilheira ao redor de hastes de bambu. Os basidiomas têm píleos que medem até 1,3 cm de diâmetro e são cobertos por escamas marrom-avermelhadas. O píleo é sustentado por um estipe longo e fino de até 4,5 cm de comprimento e 1,5 mm de espessura. Uma das características microscópicas distintivas da espécie são os cistídios de formato variável encontrados nas bordas das lamelas.

## Taxonomia
A espécie foi descrita pela primeira vez por Arun Kumar Thirovoth Kottuvetta e P. Manimohan na revista Mycotaxon em 2009, em uma pesquisa do gênero Lepiota no estado de Kerala, no sul da Índia. A coleta do holótipo foi feita em 2004 em Chelavur, localizada no distrito de Kozhikode; atualmente, ela é mantida no herbário dos Reais Jardins Botânicos de Kew. O epíteto específico babruzalka deriva da palavra sânscrita para "escama marrom".

## Descrição
Os basidiomas têm píleos que começam mais ou menos esféricos e, à medida que se expandem, tornam-se amplamente convexos e, por fim, planos, com um umbo rombudo. O píleo atinge um diâmetro de 1 a 1,3 cm. Sua superfície esbranquiçada é coberta por pequenas escamas marrom-avermelhadas pressionadas, que são mais numerosas no centro. A margem é inicialmente curvada para dentro, mas se endireita com o passar do tempo e retém restos pendentes do véu parcial. As lamelas são brancas e não se prendem ao estipe. Elas estão amontoadas, com duas ou três camadas de lamélulas intercaladas (lamelas curtas que não se estendem totalmente da borda do píleo até o estipe). Vistas com uma lente de mão, as bordas das lamelas parecem ser franjadas. O estipe é cilíndrico com uma base bulbosa, inicialmente sólido antes de se tornar oco, e mede de 2,6 a 4,5 cm de comprimento por 1 a 1,5 mm de espessura. A superfície do estipe é esbranquiçada, mas fica com uma coloração marrom clara quando manuseada. Nos basidiomas jovens, os estipes têm um anel membranoso esbranquiçado na metade superior, mas o anel não dura muito tempo antes de se desintegrar. A carne é fina (até 1 mm), esbranquiçada e não tem odor apreciável.
A esporada é branca. Os esporos são aproximadamente elípticos a um pouco cilíndricos, hialinos (translúcidos) e medem de 5,5 a 10,5 por 3,5 a 4,5 μm. Eles têm paredes espessas e contêm uma gota de óleo refrativo. Os basídios (células portadoras de esporos) têm formato de taco, são hialinos e têm de um a quatro esporos com esterigmas de até 8 μm de comprimento; as dimensões dos basídios são de 15 a 20 por 7 a 8 μm. Os queilocistídios (cistídios na borda da lamela) são abundantes e podem assumir vários formatos, incluindo cilíndrico, em forma de taco, utriforme (como uma garrafa de vinho) e ventricoso-rostrado (em que as porções basal e média são inchadas e o ápice se estende em uma protuberância semelhante a um bico). Os queilocistídios têm paredes finas e medem de 13 a 32 por 7 a 12 μm; não há cistídios nas faces das lamelas (pleurocistidídios).
O tecido lamelar é formado por hifas de paredes finas contendo um septo, que são de hialinas a amarelo pálido e medem de 3 a 15 μm de largura. A pileipellis é composta por hifas entrelaçadas e infladas com largura entre 2 e 25 μm. Nem o tecido lamelar nem o da pileipellis apresentam qualquer reação de cor quando corados com o reagente de Melzer. As fíbulas são raras nas hifas de Lepiota babruzalka.

### Espécies semelhantes
De acordo com os autores, a única Lepiota que apresenta uma grande semelhança com a L. babruzalka é a L. roseoalba, um cogumelo comestível descrito por Paul Christoph Hennings em 1891. Encontrada na África e no Irã, a L. roseoalba não tem as escamas marrom-avermelhadas no píleo, tem sulcos radiais na margem do píleo e seu estipe não é tão fino quanto o da L. babruzalka.

## Habitat e distribuição
Os cogumelos da Lepiota babruzalka crescem isoladamente ou espalhados no solo entre folhas em decomposição ao redor da base das plantações de bambu. A espécie foi documentada apenas em Chelavur e Nilambur, nos distritos de Kozhikode e Malappuram, no estado de Kerala, na Índia. Em 2009, havia 22 táxons de Lepiota (21 espécies e 1 variedade) conhecidos em Kerala, que é reconhecido como um hotspot de biodiversidade.

## Liigações externas
- Lepiota babruzalka em Index Fungorum